# 杨建平 (1959年12月)
杨建平（1959年12月—），河北省井陉县人，前香港中聯辦副主任。

## 生平
杨建平于1978年考入南开大学中文系。1982年毕业后任职于中共中央办公厅，1990年至1991年间，任中共费县县委副书记。1991年，调回中央编办任职。1999年进入北京大学政府管理学院，在职攻读博士学位。2000年出任香港中联办办公厅副主任，2002年升任为办公厅主任。2009年起任香港中联办秘书长。2012年出任香港中联办副主任。